# Espoir, sierra de Teruel
 (janvier 2020).
Si vous disposez d'ouvrages ou d'articles de référence ou si vous connaissez des sites web de qualité traitant du thème abordé ici, merci de compléter l'article en donnant les références utiles à sa vérifiabilité et en les liant à la section « Notes et références ».
Pour les articles homonymes, voir Espoir.
Pour plus de détails, voir Fiche technique et Distribution.
Espoir, sierra de Teruel est un film franco-espagnol, réalisé en 1938-1939 par André Malraux et Boris Peskine, sorti en 1940.

## Synopsis
Le film retrace très largement les évènements et la chronologie du roman du même auteur dont il est inspiré, autour de quelques faits d'armes pendant la guerre d'Espagne, en 1938.

## Fiche technique
Sauf indication contraire, les informations mentionnées dans cette section peuvent être confirmées par les bases de données cinématographiques IMDb et Allociné,  présentes dans la section « Liens externes ».
- Titre : Espoir, sierra de Teruel
- Réalisation : André Malraux et Boris Peskine, assisté de Denis Marion et Max Aub
- Scénario : André Malraux d'après son roman L'Espoir édité en 1937.
- Dialogues : André Malraux
- Musique : Darius Milhaud
- Photographie : Louis Page et André Thomas
- Montage : Georges Grace et André Malraux
- Production : Édouard Corniglion-Molinier (Regina[Quoi ?]) et Roland Tual
- Sociétés de production (3) : Les Productions André Malraux et Les Productions Corniglion-Molinier (France) - Subsecretaría de Propaganda del Ministerio de Estado (Espagne)
- Pays d'origine :  France -  Espagne
- Langue originale : espagnol
- Format : noir et blanc - 1,37:1 - 35 mm - son mono
- Genre : drame historique
- Durée : 68 minutes
- Dates de sortie :
  - France : 12 février 1940 (Cinémathèque française) ; 13 juin 1945 (sortie nationale)[1]
  - Belgique : 21 septembre 1945 (Bruxelles)
  - Espagne : 26 juin 1978 (Madrid)
- Affiche : Bernard Lancy (France)

## Distribution
Sauf indication contraire, les informations mentionnées dans cette section peuvent être confirmées par les bases de données cinématographiques IMDb et Allociné,  présentes dans la section « Liens externes ».
- José Sempere : le commandant Peña
- Andrés Mejuto : le capitaine Muñoz
- Nicolás Rodríguez : Márquez, le pilote
- José María Lado : le paysan
- Julio Peña : Attigniès
- Pedro Codina : Schreiner
- Serafín Ferro : Saidi
- Miguel del Castillo : González

## Autour du film
- Le tournage s'est déroulé en 1938 dans la ville de Tarragone en Catalogne, et à Collbató et Montserrat, dans la région de Barcelone. Lorsque Barcelone tombe aux mains des nationalistes en janvier 1939, un nombre considérable des scènes prévues (11 sur 39) restait à tourner. De retour en France, Malraux termine le film à Joinville et à Villefranche-de-Rouergue, dont la place Notre-Dame devient pour l’occasion celle de Linás[2].
- Malraux participa à la guerre d'Espagne dans les brigades internationales. Il en retira un roman L'Espoir sorti en 1937, mais également ce film, tourné en Espagne en 1938 aux derniers mois de la République espagnole.
- Le livre et le film se recoupent largement, le roman développant et amplifiant les personnages et l'action. Le titre du roman — L’Espoir — comporte un article défini, alors que le titre du film en est dépourvu.
- Espoir est le seul film d'André Malraux.
- En 1945, la version française, présentée par Maurice Schumann à l'écran, accrédite l'idée d'une continuité entre les républicains espagnols et les résistants français.
- Le film est tourné à la fin des années 1930. En Espagne, Franco le fait interdire ; en France, Édouard Daladier fait de même. Pendant l'Occupation, les Allemands en détruisent les copies. Cependant, un négatif est caché dans des boîtes portant le nom d'un autre film (Drôle de drame de Marcel Carné). La version de 1945 est une version modifiée[3].

## Distinctions
- Le film a reçu le prix Louis-Delluc en 1945[3].